# Лісове (Жмеринський район)
Лісове (в минулому — Лісові Бирлинці, Берлінці Лісові) — село в Україні, у Копайгородській селищній громаді Жмеринського району Вінницької області.

## Географія
Село знаходиться у мальовничій місцевості на півдні Барського району.

### Залізниця
Поруч проходить залізниця Жмеринка — Могилів-Подільський.
На зупинці Лісове зупиняються дві пари приміських поїздів на добу.
До зупинки можна дійти дорогою з твердим покриттям (зупинка праворуч від перетину з дорогою).

## Історія
Берлінці Лісові відомі ще в XV ст. Поселення носило тоді назву Берніче та Височок. У 1545 році королева Бона Сфорца надала поселення Андрію Берлінському гербу Колумна. В 1786 князь Мартин Святополк-Четвертинський переказав свій маєток у Берлінцях Лісових Франциску Жевуському. Він вже продав маєток Лукашу Уруському (?-1820), у власності родині Уруських маєток у Берлінцях Лісових знаходились до 1917 р. Існували також ще й Берлінці Польові.
У радянські часи стали їх називати «Лісове» і «Польове», а згодом обидва села об'єднали в Лісове.
Під час другого голодомору у 1932–1933 роках з вини радянської влади загинуло 29 осіб.
12 червня 2020 року, відповідно до Розпорядження Кабінету Міністрів України № 707-р «Про визначення адміністративних центрів та затвердження територій територіальних громад Вінницької області», увійшло до складу Копайгородської селищної громади.
19 липня 2020 року, в результаті адміністративно-територіальної реформи та ліквідації Барського району, село увійшло до складу Жмеринського району.

## Пам'ятки
У селі є пам'ятки:
- Палац у Берлінцях Лісових;

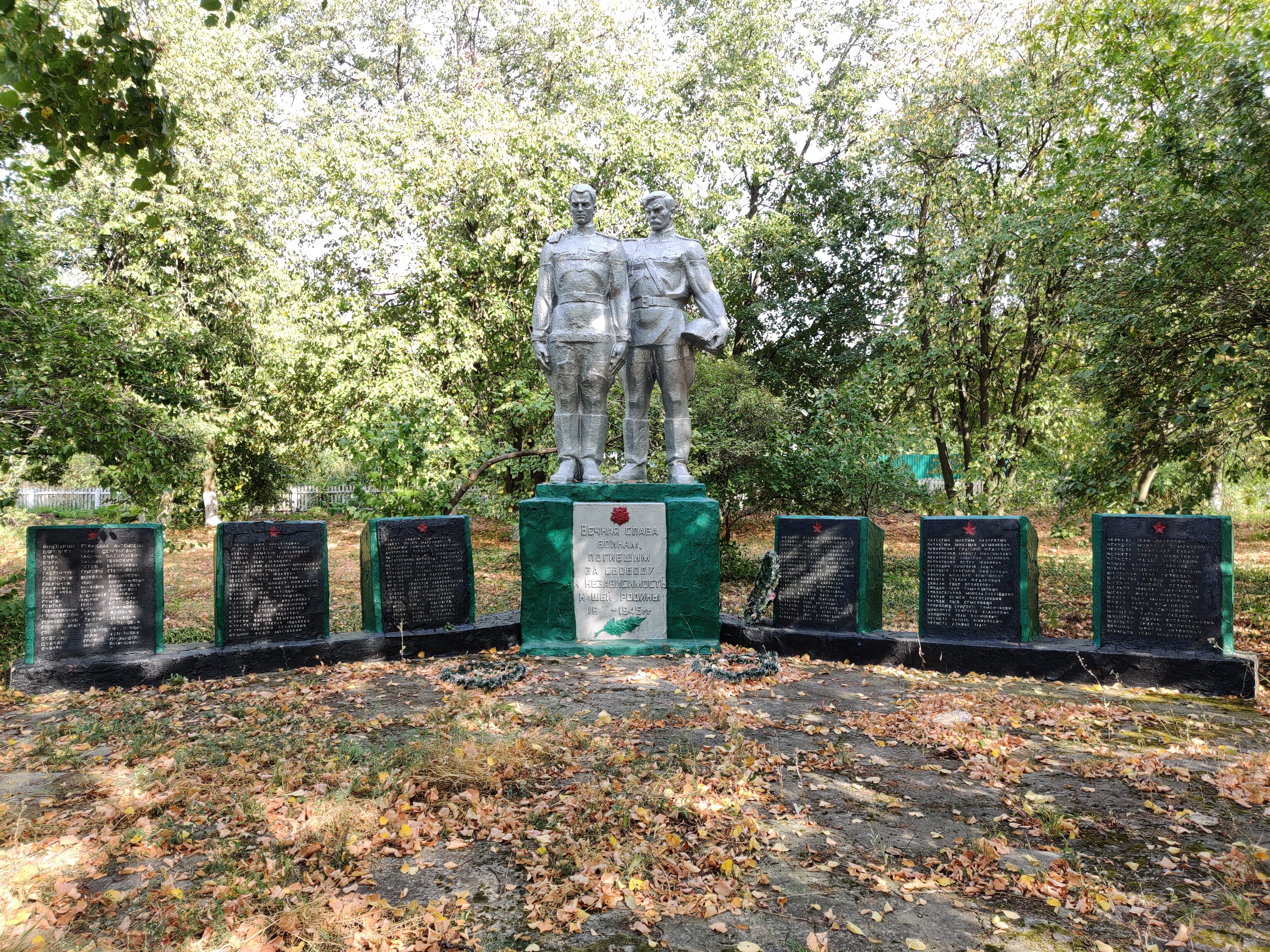
Пам'ятник 124 воїнам-односельчанам, загиблим на фронтах ВВв

- Пам'ятник 124 воїнам-односельчанам, загиблим на фронтах Великої Вітчизняної війни[4], 1969. Пам'ятка розташована при в'їзді в село.

## Відомі люди
- Бенджамін Антін (1884—1956) — американський юрист та політик
- Смогоржевський Олександр Степанович — математик, професор, доктор фізико-математичних наук